# Dombeya pubescens
Dombeya pubescens là một loài thực vật có hoa trong họ Cẩm quỳ. Loài này được (Hochr.) Arènes mô tả khoa học đầu tiên năm 1958.